# Thil (Meurthe-et-Moselle)
Thil (deutsch: Thiel, lothringisch: Til) ist eine französische Gemeinde mit 2006 Einwohnern (Stand 1. Januar 2022) im Département Meurthe-et-Moselle in der Region Grand Est (bis 2015 Lothringen). Sie gehört zum Arrondissement Val-de-Briey und ist Mitglied im Gemeindeverband Communauté de communes du Pays Haut Val d’Alzette. Die Bewohner werden Thillois und Thilloises genannt.

## Geografie
Thil liegt im nördlichen Teil des Départements an der Grenze zum benachbarten Département Moselle, etwa 25 Kilometer nördlich von Val de Briey.
Nachbargemeinden sind Hussigny-Godbrange im Norden, Rédange (Département Moselle) im Norden, Villerupt im Osten und Tiercelet im Süden. Außerdem besaß Thil einen Bahnhof an der Bahnstrecke Valleroy–Villerupt.

## Geschichte
Der Ort wurde 1089 erstmals als Tileis erwähnt.
Im Zweiten Weltkrieg befand sich in Thiel das KZ-Außenlager Thil des KZ Natzweiler-Struthof. Heutzutage erinnert eine Gedenkstätte (Crypte de Thil) an das KZ.

### Bevölkerungsentwicklung
| Jahr                       | 1962 | 1968 | 1975 | 1982 | 1990 | 1999 | 2006 | 2019 |
| -------------------------- | ---- | ---- | ---- | ---- | ---- | ---- | ---- | ---- |
| Einwohner                  | 2310 | 2760 | 2272 | 1904 | 1742 | 1575 | 1616 | 1950 |
| Quellen: Cassini und INSEE |      |      |      |      |      |      |      |      |

## Sehenswürdigkeiten
- Pfarrkirche Assomption-de-la-Vierge (Mariä Himmelfahrt), als Ersatz für die frühere Kirche zwischen 1843 und 1845 erbaut
- Kapelle Sainte-Claire

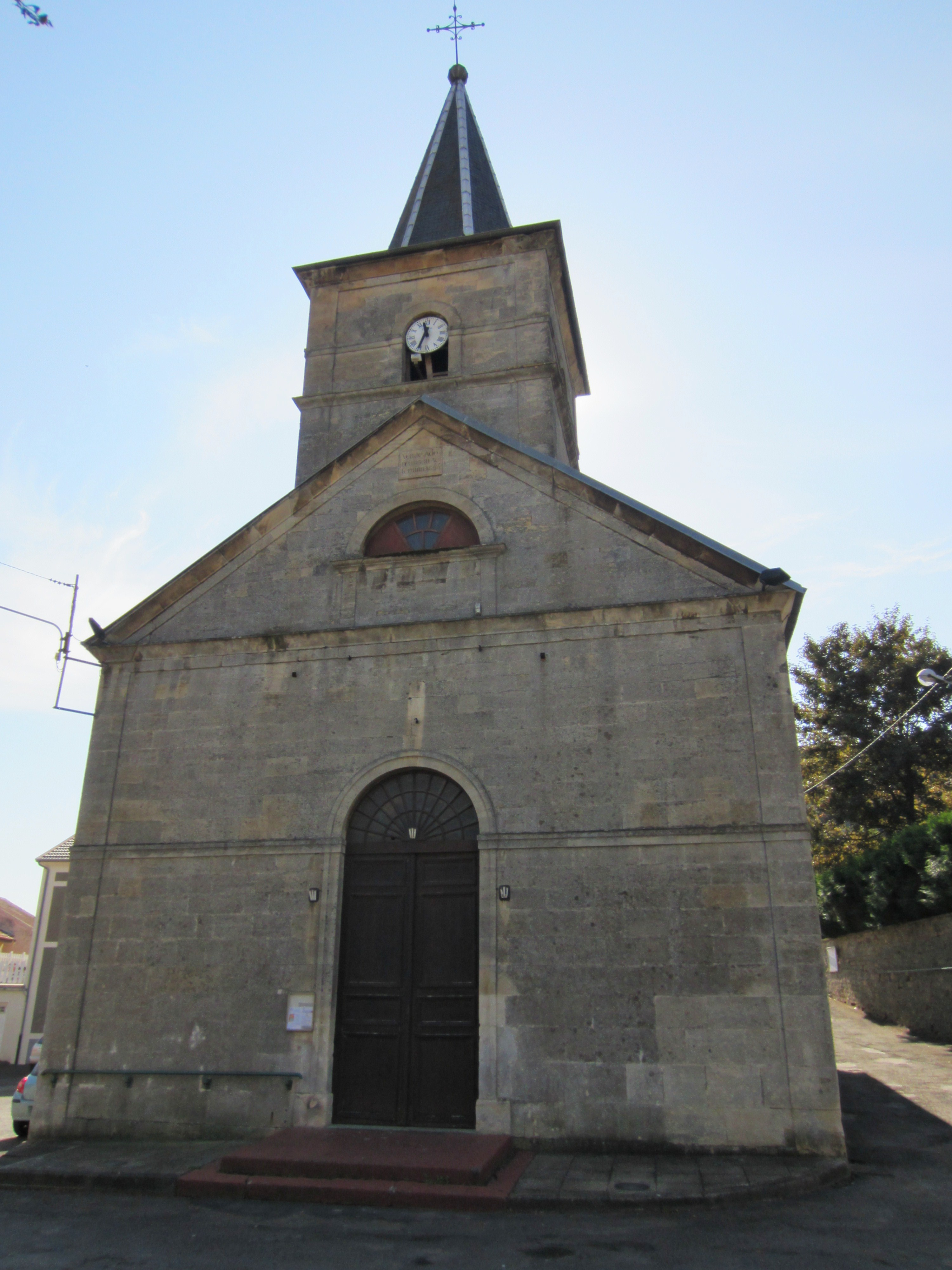
Pfarrkirche Assomption-de-la-Vierge
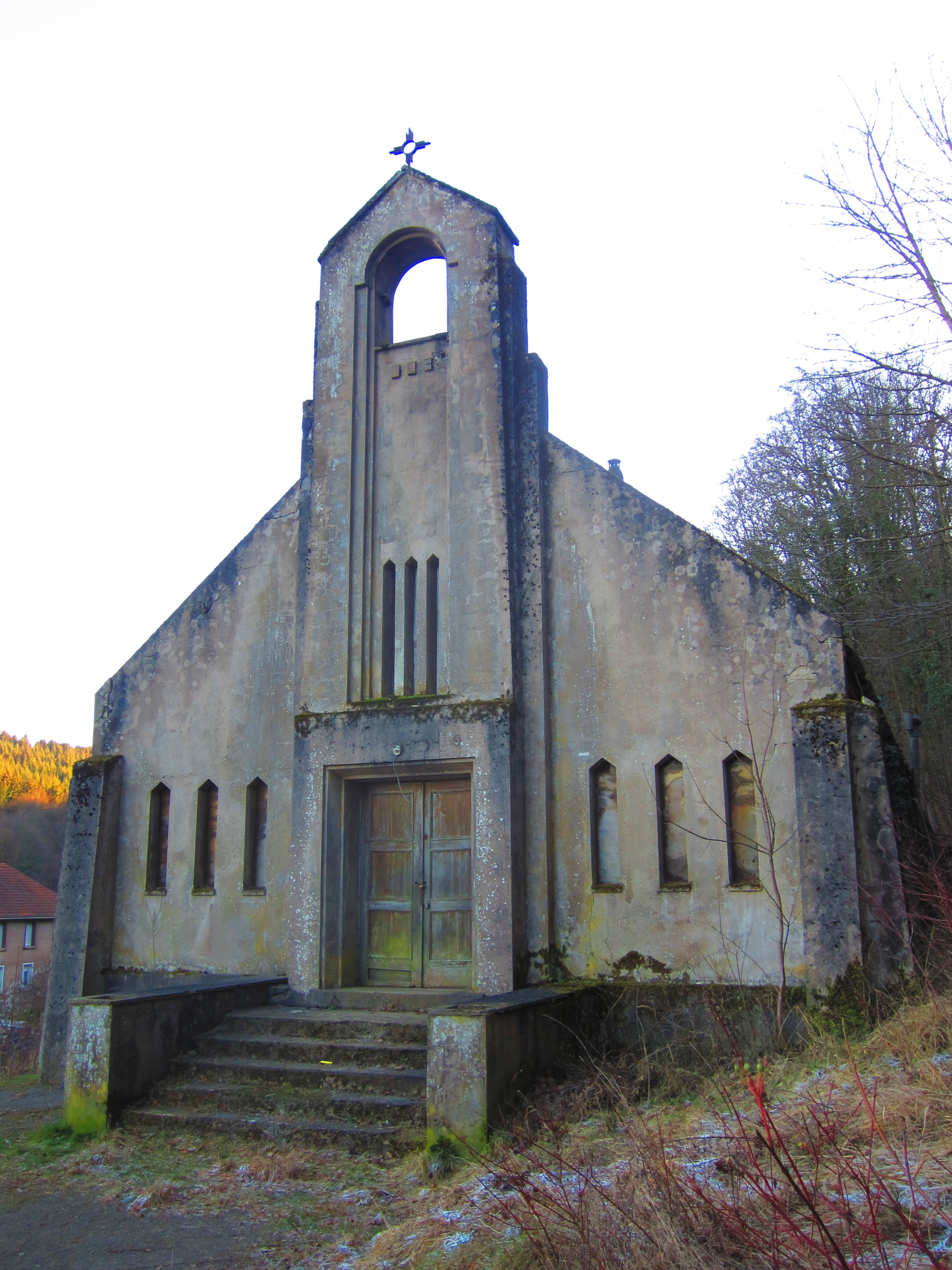
Kapelle Sainte-Claire
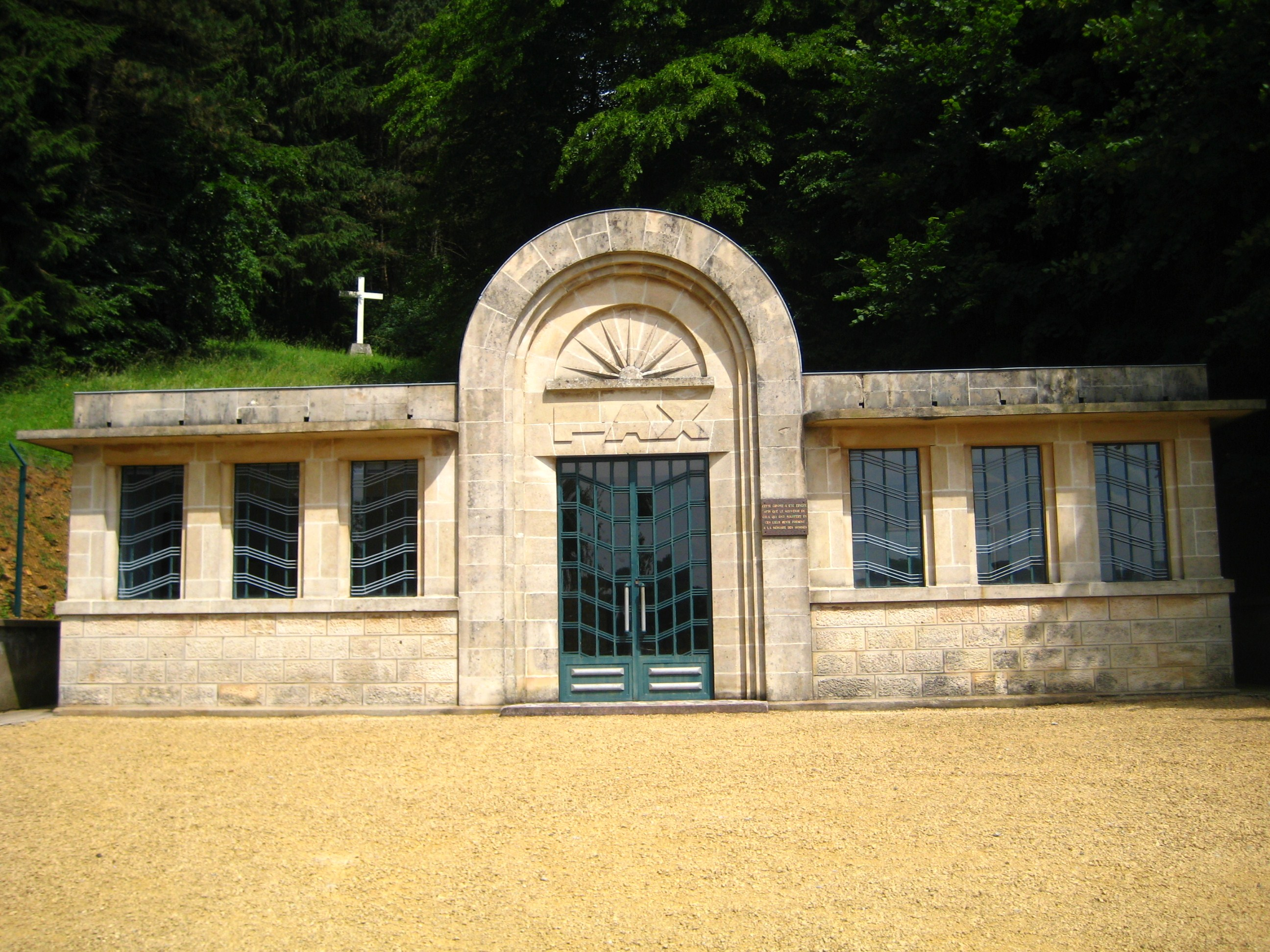
KZ-Gedenkstätte (Crypte de Thil)
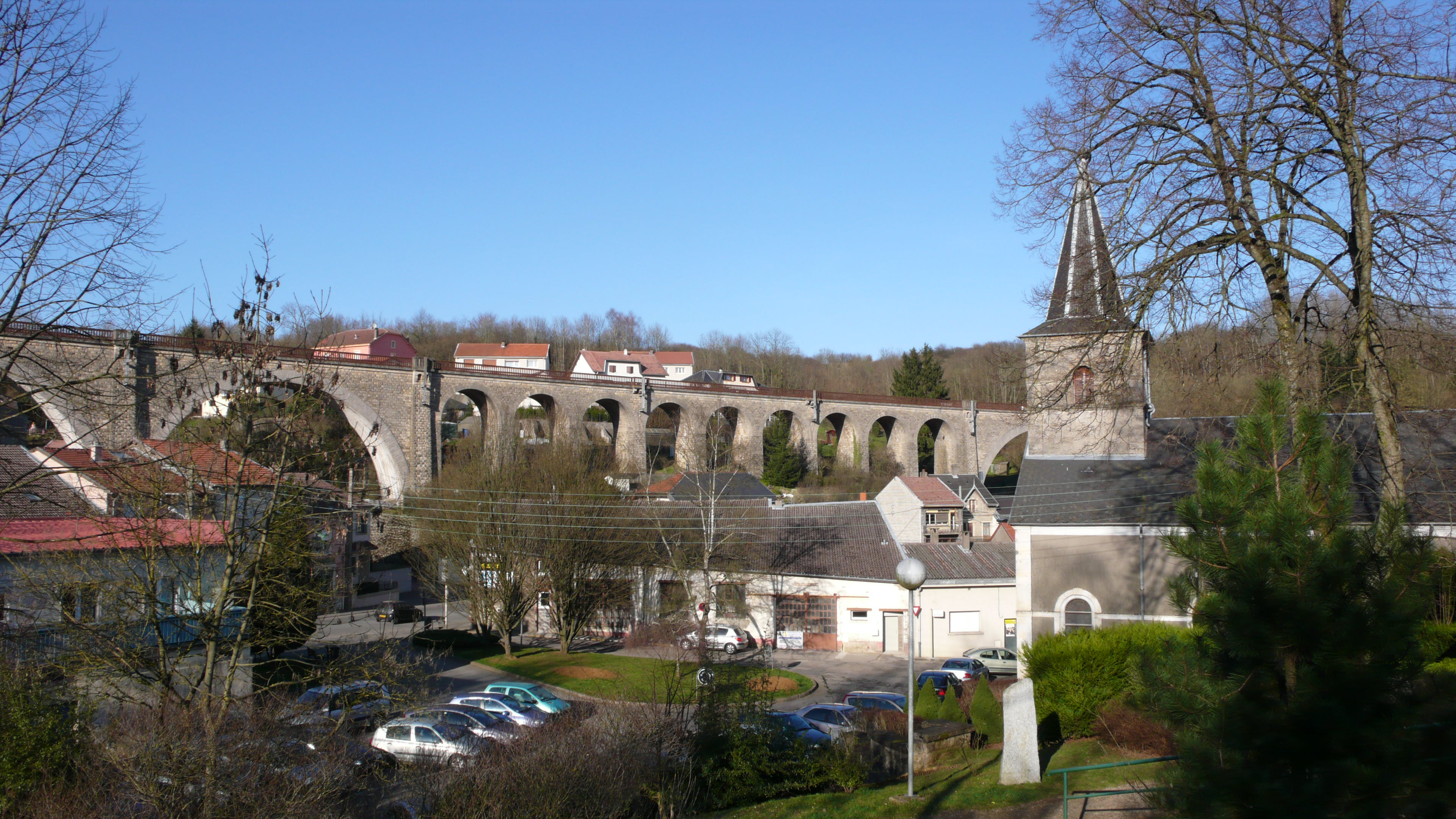
Ehemaliges Eisenbahnviadukt der Strecke Valleroy–Villerupt